# Self-Realization Fellowship

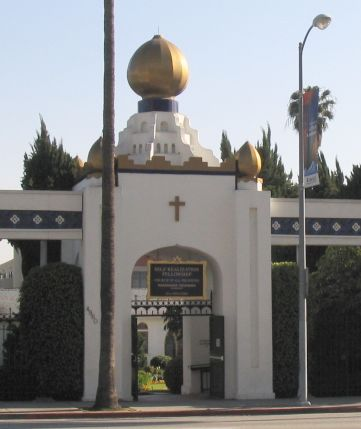
Eingang zum Self-Realization Fellowship Temple in Hollywood

Self-Realization Fellowship / Yogoda Satsanga Society of India ist eine weltweit operierende spirituelle Organisation, die 1920 von Paramahansa Yogananda gegründet wurde. Ihren Hauptsitz hat sie im kalifornischen Los Angeles.

## Beschreibung

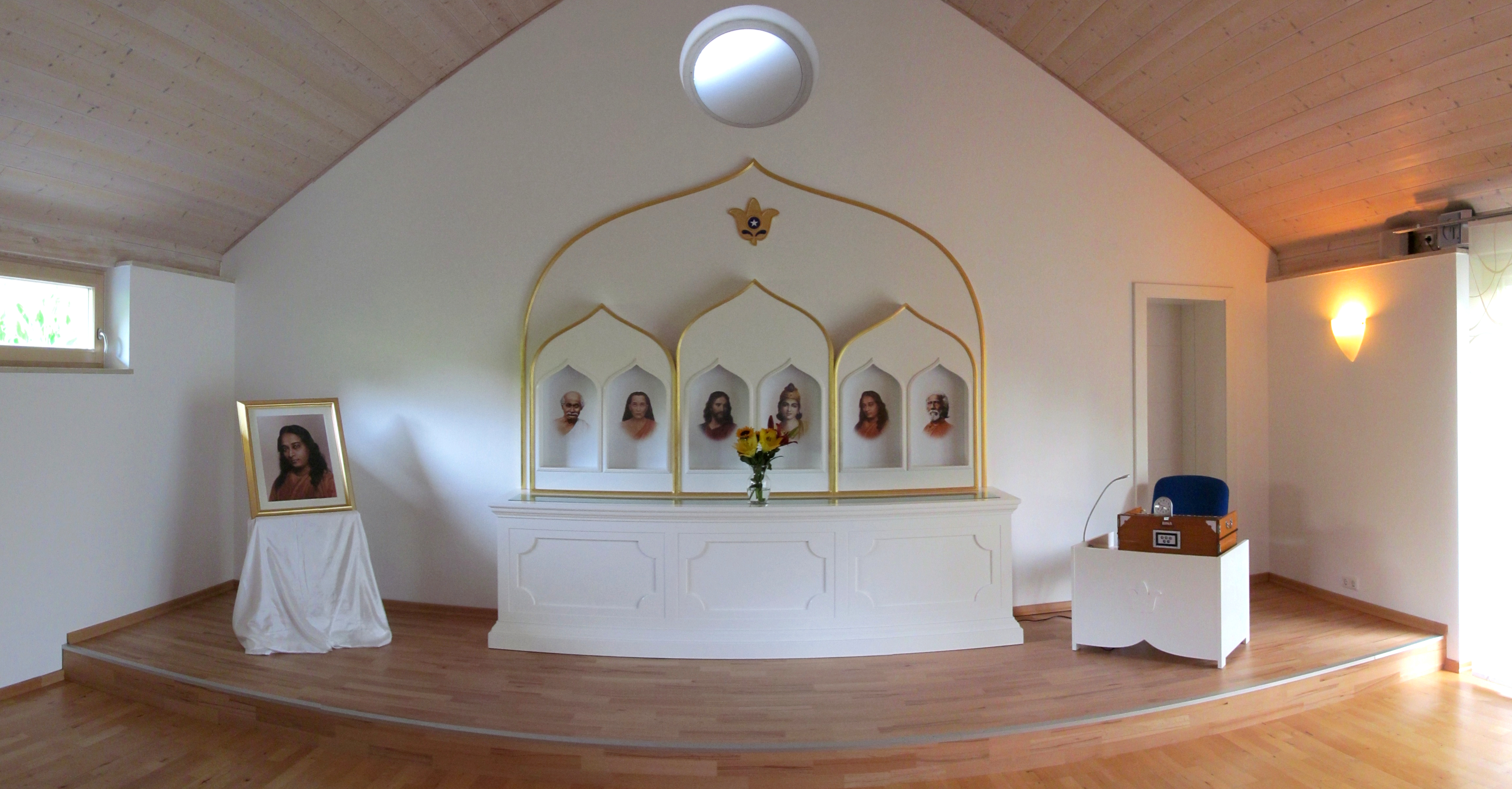
Altar der SRF Gruppe in Langerringen bei Augsburg.

Bis heute verwaltet die Gruppe, die ein besseres Verständnis der Menschen untereinander bewirken will, das humanitäre Lebenswerk von Yogananda. Ihre Wurzeln hat die Gemeinschaft nicht nur in der christlichen Religion, sondern sieht sich u. a. auch Hinduismus, Islam, Buddhismus und Judentum verpflichtet.
Unterhalten werden weltweit angeschlossene Tempel und Meditationszentren.
Nach dem Tod des Gründers im Jahre 1952 stand Rajarsi Janakananda (James J. Lynn), ein engster Vertrauter Yoganandas, an der Spitze der Organisation. Ihm folgte 1955 Daya Mata (Faye Wright), eine der ersten und engsten Jüngerinnen Yoganandas, als Präsidentin. Mrinalini Mata war Präsidentin von 2011 bis 2017. Ihr Nachfolger ist nun Bruder Chidananda.

## Sonstiges
Elvis Presley hat von der Öffentlichkeit unbemerkt häufig Anlagen der SRF besucht und sie als Ort der Ruhe und des Nachdenkens genutzt. Mit Daya Mata verband ihn eine enge Freundschaft.